# Sardina del Sur
Sardina del Sur és un nucli de població del terme municipal de Santa Lucía de Tirajana, situat al sud-est de Gran Canària, a la província de Las Palmas. Forma part de la zona de la costa juntament amb els barris de Doctoral, La Blanca, Vecindario, La Orilla, Majadaciega, Pozo Izquierdo, San Rafael, Cruce de Sardina, El Canario, Casa Pastores, La Unión, La Vereda, Los Llanos del Polvo y Balo (abans Barriada de Yeoward), amb una població estimada de 60.000 habitants. Es troba a uns 41 km de Las Palmas de Gran Canària, a 16 km de l'aeroport de Gran Canària, a 3 km de Vecindario i a uns altres 21 km de Maspalomas, principal zona turística de l'illa. La seva principal activitat, fins l'últim quart del segle xx va ser l'agricultura per la producció del tomàquet i altres hortalisses per la seva exportació, passant des de llavors a ocupar el comerç i el sector de serveis la principal activitat.